# Dobo (Central River Region)
Dobo (Schreibvarianten: Dobbo und Dabo) ist eine Ortschaft im westafrikanischen Staat Gambia.
Nach einer Berechnung für das Jahr 2013 leben dort etwa 787 Einwohner, das Ergebnis der letzten veröffentlichten Volkszählung von 1993 betrug 593.

## Geographie
Dobo liegt in der Central River Region im Distrikt Sami. Der Ort liegt rund 6,9 Kilometer südlich von Kunting.

## Söhne und Töchter des Ortes
- Ousainou Darboe (* 1948), Rechtsanwalt und Politiker